# Muralla d'Astorga
La muralla d'Astorga envolta el nucli antic de la ciutat d'Astorga, a la província de Lleó (Espanya). L'antiga ciutat romana d'Asturica Augusta, fundada en temps d'August amb motiu de les guerres càntabres, va ser dotada d'un primer mur defensiu el qual va tenir una vida efímera, doncs a la fi del segle i va ser enderrocat.
Un segon mur va ser construït al segle iii o el iv, que és la muralla visible a l'actual recinte, encara que amb nombroses reformes i restauracions des de l'època medieval. Amb una longitud de més de 2 km, i circumval·lant el turó sobre el qual s'assenta la ciutat, és un dels monuments més destacats de la capital maragata.

## La muralla romana
Els treballs arqueològics dels últims anys han donat lloc a una interessant informació sobre els diferents sistemes defensius que es van aixecar durant l'època romana al turó sobre el qual s'assenta la ciutat.

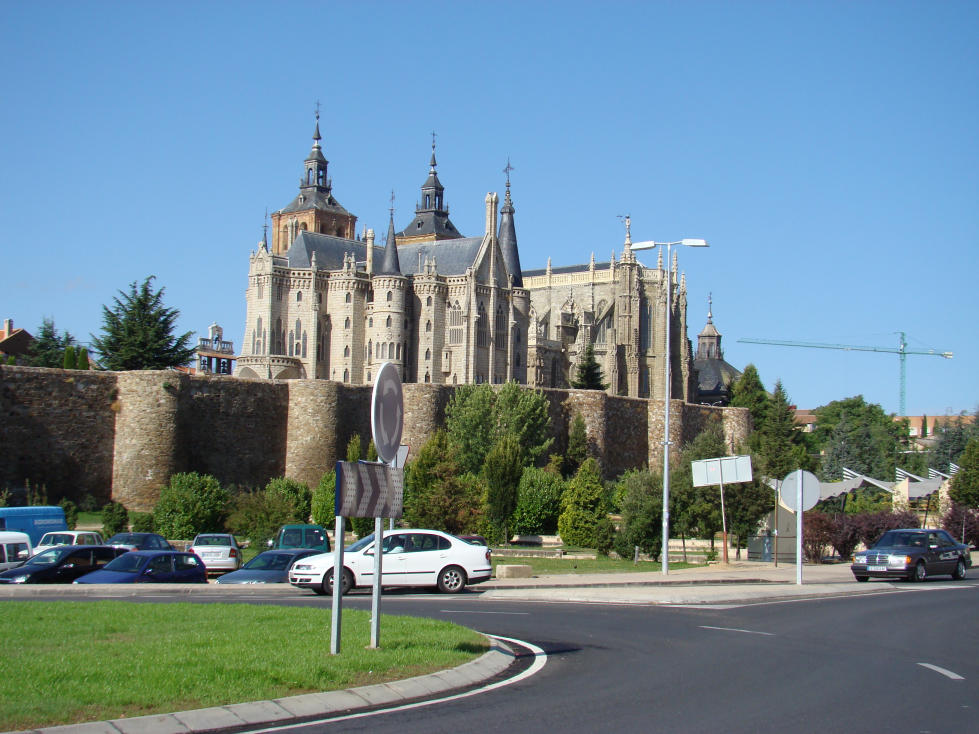
Muralla, Palau de Gaudí o Palau Episcopal, i Catedral

El primer correspon al mur o vallum corresponent al campament que va aixecar aquí la Legio X Gemina. Tal estacada é provada perquè van trobar les fosses que se situaven al peu de la mateixa, i que servien per a augmentar el sistema defensiu. Possiblement mai apareguin troballes d'aquest sistema defensiu a prop, no només perquè era fet amb materials peribles, sinó també perquè es situava al límit del turó, espai que després ocuparia la primera muralla de pedra.
El segon recinte es correspon amb una muralla de pedra, construïda una vegada que l'assentament va perdre l'activitat militar, i que es va originar un nucli civil. Tan sols es tenen proves d'aquest mur en un solar de la ciutat; amb 2,5 metres d'ample i cubs circulars, va ser demolit cap a final del segle i per construir en el seu lloc un habitatge. S'assembla molt a altres muralles, com les aixecades en època d'August a la província Narbonense. La construcció, entre els regnats de Tiberi i Claudi, hauria estat al mateix temps que les primeres mostres d'arquitectura civil a la ciutat.
Finalment, la tercera muralla es va construir a la darreria del segle iii o principi del iv, i és el recinte encara visible i que, a diferència de l'anterior, es va aixecar als peus del turó, envoltant-lo per complet. Es va construir construcció com a resposta a la inestabilitat que es produïa en les dècades finals de l'Imperi. D'una longitud de 2,2 km, englobant una superfície de 26 hectàrees, el seu gruix ronda entre els 4 i 5 metres.
La conservació és molt lleu, a causa de les restauracions i remodelacions; part del tram sud-occidental es va elevar per construir el Passeig de la Muralla, de manera que el mur romà hi és ocult. De les antigues portes, no en queda cap dempeus, encara que es conserven en la nomenclatura de carrer de la ciutat moderna: Porta Bisbe, Porta del Rei, El Postigo, Porta del Sol, i Porta de Sant Miquel (esmentada en documentació històrica).
L'única porta d'època romana de la qual es tenen notícies es coneix a través dels treballs arqueològics realitzats el 1971 i 1972. Amb quatre metres d'ample, el mur era protegit per torres semicirculars de vuit metres de diàmetre, de les quals queden en peu quatre files. Com a matèria primera es va utilitzar el granit, amb la tècnida de l'opus quadratum; tals pedres no es troba en l'entorn d'Astorga, per la qual cosa possiblement es va portar de Montearenas, a El Bierzo.
La muralla tardana, com l'alt-imperial, es va construir amb una matèria molt abundant a la rodalia de la ciutat, les roques de quars. Té un aspecte extern és molt irregular, i entre aquest i l'intern, d'opus incertum, es van hissar diverses capes d'opus caementicium.

## La reforma medieval
Després de patir diverses reformes durant l'edat mitjana, en les quals es van aprofitar les restes de la tanca romana barrejades amb altres materials, la muralla va romandre intacta fins al segle xix, després de la reforma efectuada pel Comte Gatón en la repoblació de la ciutat amb gent de El Bierzo, en gran part a causa que la ciutat no havia sobrepassat el recinte emmurallat.

## Edat contemporània
Al segle xix, la muralla va patir l'embat de les tropes franceses, el que va ocasionar severs destrosses per l'ús d'artilleria. Això no obstant, el que va causar majors danys va ser l'obstinació d'evitar que Astorga es convertís en plaça forta, amb destrosses tant de la part francesa com de l'espanyola. La Guerra del Francès va deixar a la muralla astorgana llocs com «La Brecha», trenc en el mur que s'ha convertit en accés al nucli històric des del barri de Porta de Rei. També en aquesta època es procedeix a la demolició gairebé total dels panys de muralla (part de la muralla situada entre dos cubs de muralla) nord i sud, així com nombrosos cubs (torrasses defensives de secció circular) del costat nord i oest. Si bé el 1810 hi havia nou cubs en el pany nord i dinou a l'oest, a la fi del segle xx la ciutat només comptava amb vuit cubs en el pany oest i tretze en el pany est.